# Sovjetunionen i olympiska vinterspelen 1964
Sovjetunionen deltog i olympiska vinterspelen 1964 i Innsbruck. Totalt vann de elva guldmedaljer, åtta silvermedaljer och sex bronsmedaljer.

## Medaljer

### Guld
- Hastighetsåkning på skridskor
  - 1 500 m herrar: Ants Antson
  - 500 m damer: Lidija Skoblikova
  - 1 000 m damer: Lidija Skoblikova
  - 1 500 m damer: Lidija Skoblikova
  - 3 000 m damer: Lidija Skoblikova
- Ishockey
  - Herrar: Sovjetunionens herrlandslag i ishockey
- Konståkning
  - Par: Ljudmila Belousova, Oleg Protopopov
- Längdskidåkning
  - 5 km damer: Klavdija Bojarskich
  - 10 km damer: Klavdija Bojarskich
  - 3x5 km stafett damer: Alevtina Koltjina, Klavdija Bojarskich och Jevdokia Meksjilo
- Skidskytte
  - 20 km herrar: Vladimir Melanin

### Silver
- Hastighetsåkning på skridskor
- 500 m herrar: Vladimir Orlov (delad) med Jevgenij Grisjin)
- 500 m damer: Irina Jegorova
- 1 000 m damer: Irina Jegorova
- 3 000 m damer: Valentina Stenina
- Längdskidåkning
  - 10 km damer: Jevdokia Meksjilo
- Nordisk kombination
  - Herrarnas individuella: Nikolaj Kiseljov
- Skidskytte
  - 20 km herrar: Aleksandr Privalov

### Brons
- Hastighetsåkning på skridskor
  - 500 m damer: Tatiana Sidorova
  - 1 500 m damer: Berta Kolokoltseva
- Längdskidåkning
  - 30 km herrar: Igor Vorontjichin
  - 4x10 km stafett herrar: Ivan Utrobin, Gennadij Vaganov, Igor Vorontjichin och Pavel Koltjin
  - 5 km damer: Alevtina Koltjina
  - 10 km damer: Marija Gusakova